# جايلز ماثي
جايلز ماثي (بالإنجليزية: Giles Matthey)‏ هو ممثل بريطاني، ولد في 11 نوفمبر 1987 في أستراليا.

## أعمال

### أفلام
- (2013) جوبز
- (2015) المبارزة

### مسلسلات
- إن سي آي إس
- ذا غود وايف
- كان ياما كان

## وصلات خارجية
- جايلز ماثي على موقع IMDb (الإنجليزية)
- جايلز ماثي على موقع ألو سيني (الفرنسية)
- جايلز ماثي على موقع أول موفي (الإنجليزية)
- جايلز ماثي على موقع قاعدة بيانات الأفلام السويدية (السويدية)
- جايلز ماثي على موقع قاعدة بيانات الفيلم (الإنجليزية)
- جايلز ماثي على موقع كينوبويسك (الروسية)